# 341P/Gibbs
341P/Gibbs è una cometa periodica appartenente alla famiglia delle comete gioviane. La cometa è stata scoperta il 14 settembre 2007 dall'astronomo statunitense Alex R. Gibbs, la sua riscoperta il 15 luglio 2016 ha permesso di numerarla.
Unica caratteristica di questa cometa è di avere una piccola MOID col pianeta Giove di sole 0,029 UA. Questo fatto comporta la possibilità di incontri molto ravvicinati con Giove: questi incontri comporteranno in futuro drastici cambiamenti negli attuali elementi orbitali della cometa.